# Juan Crisóstomo
Juan Crisóstomo (griego: Ἰωάννης ὁ Χρυσόστομος, latín: Ioannes Chrysostomus) o Juan de Antioquía (latín: Ioannes Antiochensis; Antioquía, 347-Comana Pontica, 14 de septiembre de 407) fue un clérigo cristiano eminente, patriarca de Constantinopla, considerado por la Iglesia católica uno de los cuatro grandes Padres de la Iglesia del Oriente. La Iglesia ortodoxa griega lo valora como uno de los más grandes teólogos y uno de los tres pilares de esa Iglesia, juntamente con Basilio el Grande y Gregorio Nacianceno. Por su formación intelectual y su origen, es el único de los grandes Padres orientales que procede de la Escuela de Antioquía.
Este Padre de la Iglesia fue famoso por sus discursos públicos y por su denuncia de los abusos de las autoridades imperiales y de la vida licenciosa del clero bizantino. Su enfrentamiento con la corte del emperador Arcadio y de su esposa Elia Eudoxia resultó en su destierro. Reinstalado en su sede episcopal temporalmente, fue por último depuesto y exiliado hasta su muerte. Un siglo después, Juan de Constantinopla recibió el título por el que le conoce la posteridad: Juan Crisóstomo.
Ese término proviene del griego chrysóstomos (χρυσόστομος) [jrisóstomos], y significa ‘boca de oro’ (χρυσός: jrüsós 'oro' y στόμα: stoma 'boca') en razón de su extraordinaria elocuencia que lo consagró como el máximo orador entre los Padres griegos.

## Biografía

### Primeros años y formación
Nació en Antioquía (Siria) hacia el año 347. En aquel entonces, dicha ciudad era la segunda más importante del Imperio Romano de Oriente. El padre de Juan, Secundo, era un alto oficial del ejército romano y murió poco tiempo después del nacimiento de Juan por lo que su hermana mayor y él quedaron totalmente a cargo de Antusa, la madre cristiana de ambos.
Juan fue bautizado en 370, a la edad de 23 años, y fue ordenado lector (una de las órdenes menores de la Iglesia). Comenzó estudios con el filósofo Andragatio y continuó con Libanio, que entonces era un famoso orador y el más ferviente partidario del paganismo romano.
Libanio quedó maravillado con la elocuencia de su discípulo y previó para el mismo una brillante carrera como estadista o legislador. Sin embargo, un encuentro con el obispo Melecio resultó decisivo en la vida de Juan, quien comenzó a estudiar teología con Diodoro de Tarso (uno de los líderes de la antigua escuela de Antioquía) mientras mantenía un ascetismo extremo.

### Eremita y sacerdocio
No obstante, las ansias de una vida más perfecta lo llevaron a convertirse en un eremita (alrededor de 375) condición en la que permaneció hasta que su quebrantada salud por excesivas vigilias y ayunos durante el invierno lo obligaron a volver a Antioquía donde retomó su actividad como lector. Crisóstomo fue siempre un admirador de un monaquismo activo y utilitario y se pronunció contra los peligros de una contemplación ociosa.
En 381 fue ordenado diácono por Meletio de Antioquía y en 386 fue ordenado sacerdote por el obispo Flaviano I de Antioquía. Al parecer fue este el momento más feliz de su vida. Su principal tarea durante doce años consistió en predicar. Adquirió gran popularidad por su elocuencia. Dignos de mencionar son los comentarios que hizo a pasajes bíblicos y la exposición de enseñanzas morales muchas de ellas recopiladas en sus Homilías.
Con el transcurso del tiempo Crisóstomo llegó a ser el sucesor de Flaviano I. Durante su misión como obispo mostró gran preocupación por las necesidades espirituales y materiales de los pobres. También se pronunció en contra de los abusos de los poderosos y de la propiedad personal. Su interpretación directa de las Escrituras (en contraste con la tendencia de Alejandría donde se recurría a una interpretación alegórica) lo condujo a seleccionar para sus charlas temas eminentemente sociales que explicaban el concepto de la vida cristiana.
A la muerte de Nectario el 27 de septiembre de 397 fue instituido de cierta forma en contra de su voluntad como metropolitano de Constantinopla (por su calidad de villa imperial, el metropolitano de Constantinopla recibió posteriormente el título de Patriarca). Para poder abandonar la ciudad de Antioquía, en donde era tan querido, una escolta militar tuvo que acompañarlo para así evitar la conmoción del pueblo. Quedó instituido como metropolitano el 26 de febrero de 398 por Teófilo, patriarca de Alejandría, quien con gran desgano llevó a cabo el pedido del emperador Arcadio.

### Obispo de Constantinopla
Constantinopla, fundada por Constantino I el Grande en 330 en el lugar que ocupaba Bizancio, al convertirse en la capital del Imperio Romano de Oriente pasó a ser la principal sede episcopal del Oriente y se convirtió en el centro de la teología oficial, las intrigas palaciegas y las controversias teológicas. A Crisóstomo le desagradaban los privilegios que le habían sido conferidos por su condición de metropolitano. Durante su mandato se negó a ofrecer recepciones suntuosas y criticó el alto nivel de vida que llevaba el clero. Sus esfuerzos por reformar la Iglesia de Constantinopla chocaron con la oposición de los poderosos y del clero corrupto y tuvieron poco éxito aunque incrementaron su popularidad entre las personas comunes.
Su estancia en Constantinopla resultó muy difícil.

### Oposición, deposición y muerte
Teófilo, el patriarca de Alejandría, quería someter a Constantinopla a su poder y se opuso al liderazgo de Crisóstomo. Como era un fuerte oponente de las enseñanzas de Orígenes, Teófilo acusó a Crisóstomo de parcialidad ante las enseñanzas de ese maestro y sacó provecho del episodio de cuatro monjes de Egipto, los llamados cuatro hermanos largos (Dióscoro, Ammón o Ammonio, Eusebio y Eutimio, conocidos por su saber y su piedad), a quienes había condenado por su apoyo a las teorías de Orígenes. Dichos monjes huyeron de la represalia de Teófilo y fueron acogidos por Crisóstomo en Constantinopla. Además Crisóstomo se ganó a otro enemigo en la persona de la emperatriz Elia Eudoxia, esposa de Arcadio, que se vio identificada con las críticas del metropolitano contra las extravagancias en el vestir de las mujeres.
Se puede decir que Crisóstomo se caracterizó por denunciar las ofensas de las instancias superiores y su actitud condujo a que se creara una alianza en su contra entre Eudoxia, Teófilo y el clero molesto quienes convocaron un sínodo en 403 y acusaron a Crisóstomo de favorecer las enseñanzas de Orígenes. El Sínodo de la Encina (Synodus ad quercum) se pronunció por la deposición de Crisóstomo.
Sin embargo al poco tiempo fue restituido por Arcadio temeroso de la ira del pueblo y porque un incidente que ocurrió en palacio la emperatriz lo atribuyó a la ira de Dios. Sin embargo la paz fue corta. Una estatua de plata que Eudoxia se hizo erigir frente a la catedral fue denunciada por Crisóstomo y una vez más fue suspendido y enviado a una región lejana en la frontera con Armenia.
Cuando el papa Inocencio supo las circunstancias de la deposición de Crisóstomo presentó su protesta pero no fue escuchado. Crisóstomo continuó escribiendo cartas que resultaban de gran influencia dentro de Constantinopla y como su vida se prolongaba más de lo deseado por sus adversarios, se determinó desterrarlo a un extremo fronterizo cerca del Cáucaso. No obstante este nunca llegó a su nuevo destino porque murió en el viaje el 14 de septiembre de 407. Sus últimas palabras fueron: Doxa to theó pantοn héneken (Gloria a Dios por todo) [Palladius, xi. 38].
Las frecuentes deposiciones de las que fue objeto en vida demuestran la influencia del poder temporal sobre la Iglesia de Oriente en dicho período, a la par de la rivalidad entre Constantinopla y Alejandría por ser reconocidas como la sede principal del Oriente. Las hostilidades entre los patriarcas de ambas urbes fueron causa de grandes sufrimientos y rupturas dentro de la Iglesia.

### Las homilías de Juan Crisóstomo sobre los judíos

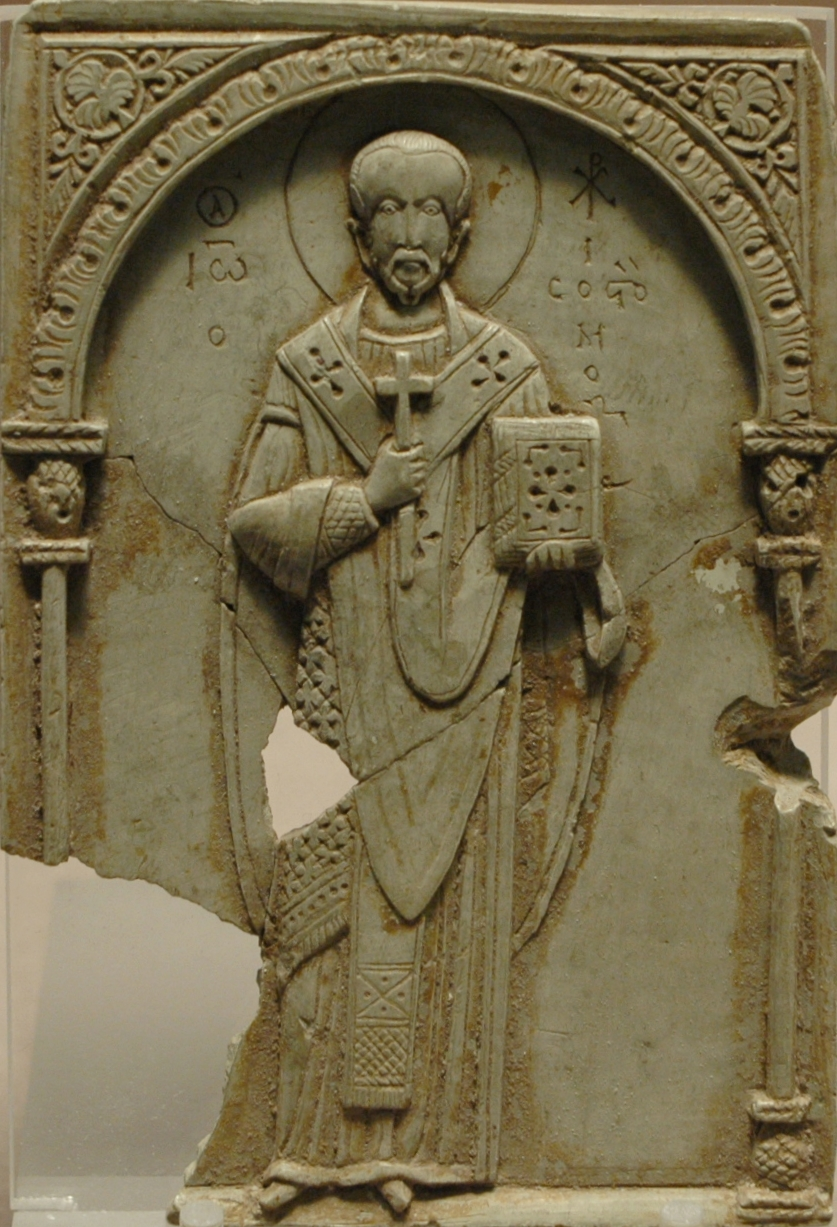
Relieve bizantino de Juan Crisóstomo.
Museo de Louvre.

Durante sus primeros dos años como presbítero en Antioquía (386-387), Juan Crisóstomo denunció a judíos y cristianos judaizantes en una serie de ocho homilías entregadas a cristianos en su congregación que participaban en festividades y celebraciones judías. Se discute si el objetivo principal era específicamente judaizantes o judíos en general. Sus homilías se expresaron de la manera convencional, utilizando la forma retórica intransigente conocida como los psogos (griego: culpa, censura).
Uno de los propósitos de estas homilías era evitar que los cristianos participaran de las costumbres judías, y así prevenir la erosión del rebaño de Crisóstomo. En sus homilías Juan criticó a los "cristianos judaizantes", que participaban en fiestas y celebraciones judías como el shabat, se sometían a la circuncisión y peregrinaban a Israel. Hubo un renacimiento de la fe y la tolerancia judía en Antioquía en el 361 d. C., por lo que los seguidores de Crisóstomo y la comunidad cristiana en general estaban en contacto con los judíos con frecuencia, y a Crisóstomo le preocupaba que esta interacción alejara a los cristianos de la fe de su identidad.
Juan afirmó que las sinagogas estaban llenas de cristianos, especialmente mujeres, en los días de shabat y otras fiestas judías, porque les encantaba la solemnidad de la liturgia judía y disfrutaban escuchando el shofar en Rosh Hashaná, y aplaudían a predicadores famosos como era la costumbre de entonces. Una teoría más reciente dice que realmente lo que trató de hacer fue persuadir a los judíos cristianos, que durante siglos habían mantenido lazos con los otros judíos y el judaísmo, a que eligieran entre el judaísmo y el cristianismo. Promovió la proselitización de los judíos, y muchos de sus sermones resaltaban su necesidad de ser "salvados" de su fe corrupta. Se refería a los judíos como extraños, enfermos, idólatras, lascivos y bestias.
Debido a su alta posición en la iglesia, tanto a nivel local como dentro de la jerarquía eclesiástica mayor, sus sermones tuvieron bastante éxito en la difusión de un sentimiento antijudío. Esto provocó la introducción de legislaciones antijudías y regulaciones sociales, aumentando la separación entre las dos comunidades. A pesar de estar en un mundo diversificado, Crisóstomo y muchos otros cristianos de la época tenían el objetivo de establecer una comunidad que fuera distinta a todas las demás, y que limitara la presencia de los no cristianos. Como solo había otras dos personas ordenadas en Antioquía legalmente reconocidas como autorizadas a predicar el cristianismo, Crisóstomo pudo llegar a la mayoría de la población local, especialmente con sus habilidades en el arte de la oratoria. Como tenía un gran poder social y político en Antioquía, determinó dónde se podía ir y a dónde no ir físicamente. Con frecuencia mencionaba actos de violencia ocurridos en lugares frecuentados por judíos a fin de disuadir a los cristianos de que fueran a esos lugares.
En griego sus homilías se titulan Kata Ioudaiōn (Κατὰ Ἰουδαίων), traducidas al latín como Adversus Judaeos, y Contra los Judíos, en castellano. El primer editor benedictino de las homilías, Bernard de Montfaucon, incluyó la siguiente nota al título Adversus Judaeos: «Un discurso contra los judíos, pero pronunciado contra aquellos que fueron judaizantes y hacían ayunos con ellos [los judíos en Yom Kipur]». Como tal, se afirmó que el título original tergiversa el contenido de los discursos, los cuales muestran que los objetivos primarios de Juan Crisóstomo eran aquellos miembros de su propia congregación que continuaban observando las fiestas y ayunos judíos. Sir Henry Savile, en su edición de 1612 de las Homilías 27, Volumen 6, daba también el título: Discurso de Crisóstomo contra aquellos que eran judaizantes y observaban sus ayunos.
Según algunos estudiosos de la Patrística, la oposición a cualquier punto de vista particular a finales del siglo IV se expresó convencionalmente a través de la utilización de la forma retórica conocida como psogos, cuyas convenciones literarias consistían en vilipendiar a los opositores de manera inflexible, por lo que calificar a Juan Crisóstomo como un «antisemita» es anacrónico, e incongruente con el contexto y registro histórico. Avery Dulles retomó la argumentación de Wilken que señalaba que sería mejor llamar a esas predicaciones Homilías contra los judaizantes, ya que los principales adversarios eran los cristianos que observaban aspectos de la ley judía y celebraban las fiestas con los judíos.
Pero según otros estudiosos, la teología de Crisóstomo era claramente antijudía. El clérigo anglicano James Parkes llamó a los escritos de Crisóstomo sobre los judíos "las denuncias más horribles y violentas del judaísmo que se encuentran en los escritos de un teólogo cristiano". Según el historiador estadounidense William I. Brustein, sus sermones contra los judíos impulsaron la idea de que los judíos son colectivamente responsables de la muerte de Jesús. Para el filósofo estadounidense Steven Katz, las homilías de Crisóstomo son "el giro decisivo en la historia del antijudaísmo cristiano, un giro cuya última consecuencia fue promulgada en el antisemitismo político de Adolf Hitler" .

## Rehabilitación, conmemoraciones y títulos
En el proceso de paulatina rehabilitación de Juan Crisóstomo cabe señalar, ya en el año 428, la institución por parte de la corte imperial de una festividad el 26 de septiembre en su honor. Posteriormente se celebró el solemne traslado y deposición de sus restos mortales en la iglesia de los Santos Apóstoles (donde yacía Eudoxia desde el año 404), el 27 de enero de 438.
Varios monasterios del monte Athos llevan su nombre. El Martirologio Romano y los sinaxarios orientales fijan la festividad de Juan Crisóstomo el 27 de enero, aniversario del retorno de sus restos mortales a Constantinopla. Se lo festeja el 30 de enero con Basilio Magno y Gregorio Nacianceno quienes, al igual que él, habían sido oradores de gran fama. En la reciente edición del calendario romano, la festividad de Juan Crisóstomo se trasladó al 13 de septiembre.
En 1568, Pío V lo declaró doctor de la Iglesia. Es uno de los cuatro doctores orientales. Por su parte, Pío X lo declaró patrono de los predicadores.
También figura en el Calendario de Santos Luterano.

## Traducciones
Hay una edición de sus Obras vertidas en versión bilingüe en tres volúmenes en la Biblioteca de Autores Cristianos (BAC) por el helenista español Daniel Ruiz Bueno (1905-1997).

## Obras
- Crisóstomo, Juan (1997).  Zamora, María José, ed. Sobre la vanagloria, la educación de los hijos y el matrimonio. Ciudad Nueva. ISBN 9788489651319.
- Crisóstomo, Juan (1996).  Zincone, Sergio, ed. Comentario a la Carta a los Gálatas. Ciudad Nueva. ISBN 9788489651142.
- Crisóstomo, Juan (1997).  Toribio Cuadrado, José Fernando, ed. La verdadera conversión. Ciudad Nueva. ISBN 9788489651364.

| Predecesor: Nectario | Arzobispo de Constantinopla 398-404 | Sucesor: Arsacio |